# 三国志 (2008年の映画)
「三国志」（原題：三國之見龍卸甲）は2008年の中国・韓国合作映画。趙雲を主人公として描いている。主演アンディ・ラウ、監督ダニエル・リー。

## 概要
ダニエル・リー監督が、史書『三国志』の白話（口語体）小説『三国志演義』を改変して書き上げた『三國之見龍卸甲』を自ら映画化した。趙雲の20代から70代で鎧を脱ぐ（原題の「卸甲」）までを描いている。羅平安（趙雲の兄貴分）や曹嬰（魏の曹操の孫娘で、魏軍の都督）等、趙雲を取り巻く登場人物が架空の人物で固められており、原作では曹操の娘婿だった趙雲の最後の対戦相手を曹操の孫娘（曹嬰）に変更している。
あくまで趙雲が主役であるため、彼のみをピックアップしたストーリー展開であることと、上映時間の制約からナレーションによるストーリー進行が主となっている理由から、赤壁の戦いのような歴史的な事柄が省略されている。史実も大きく脚色されており、関羽と曹操が存命中に劉備が蜀の皇帝を名乗っており、張飛の死因が部下の裏切りではなく関羽の弔い合戦で討ち死にしたことになっている。後漢王朝と献帝に関する言及もない。

## あらすじ
蜀の兵士趙雲は、同郷の常山郡出身で兄と慕う羅平安と共に、軍師諸葛亮が指揮する軍略の元で魏の侵攻を挫く。前衛隊長の首を取った羅平安は蜀の大将劉備の家族の警護を任されるが、魏の大軍が侵攻した際に劉備の妻と息子達を見失う失態を犯す。趙雲は羅平安に代わってその責任を1人で負い、長坂へと赴く。魏の大軍をかいくぐり劉備の息子の阿斗を救った趙雲はたちまち英雄となり、蜀の五虎大将軍に任じられる。
時が過ぎ、主君の劉備や他の将軍達が没する中、最後の五虎大将軍となった趙雲は、丞相となった諸葛亮に願い出て、最後の北伐の指揮を任される。曹操の孫娘で魏の都督の曹嬰と交戦するうちに、趙雲は自分が関興・張苞ら蜀の主力が魏へ奇襲するための囮であったことを知る。曹嬰はそれらの作戦を見抜いた上で、常勝将軍と呼ばれる趙雲を倒して蜀の士気を削ぐべく一騎討ちを申し込む。

## キャスト
| 役名             | 俳優                          | 日本語吹替 |
| ---------------- | ----------------------------- | ---------- |
| 趙雲             | アンディ・ラウ (劉徳華)       | 東地宏樹   |
| 羅平安           | サモ・ハン・キンポー (洪金寶) | 水島裕     |
| 曹嬰             | マギー・Q                     | 岡寛恵     |
| 諸葛亮           | プー・ツンシン (濮存昕)       | 青山穣     |
| 鄧芝             | アンディ・オン (安志傑)       | 加瀬康之   |
| 関興             | ヴァネス・ウー (呉建豪)       | 佐藤健輔   |
| 韓徳             | ユー・ロングァン (于榮光)     |            |
| 劉備             | ユエ・ホア (岳華)             |            |
| 関羽             | ティ・ロン (狄龍)             |            |
| 張飛             | チェン・チーフイ (陳之輝)     |            |
| 黄忠             | 王洪濤                        |            |
| 曹操             | ダミアン・ラウ (劉松仁)       |            |
| 張苞             | ティン・ハイフォン (丁海峰)   |            |
| 軟児（趙雲の妻） | チアン・ホンボー (姜鴻波)     |            |